# 维昌禄
维昌禄（拉丁语：Episcopus Georgius Weig, S.V.D.，德语：Bischof Georg Weig, S.V.D.，1883年12月14日—1941年10月3日），罗马天主教主教，圣言会会士。
1883年12月14日，维昌禄出生于德国巴伐利亚雷根斯堡附近的小城贝拉茨豪森。他先在西里西亚读文学，后去莫德林读神学，1907年2月10日（23岁）在莫德林晋升神甫。1908年9月15日（24岁），维昌禄来华传教，在兖州修院教书，1913年任兖州小修院院长，1915年任兖州大修院院长。
1925年，罗马教廷从兖州代牧区划出胶县、高密、即墨、诸城、日照、临沂、郯城、费县、蒙阴、沂水、莒县11个县成立青岛监牧区，3月18日（41岁）任命维昌禄为首任监牧主教。1928年6月14日升格为青岛代牧区主教，同年9月23日在兖州由罗马教廷驻华公使主教刚恒毅祝圣。
维昌禄主教在任期间，修建了宏伟的罗曼复兴式圣弥额尔主教座堂，1932年动工，1934年10月落成。
1941年10月3日，维昌禄在青岛逝世，年57岁，葬于主教座堂西侧的墓穴内。 
- 圣弥额尔主教座堂
- 维昌禄之墓
- 维昌禄在家乡贝拉茨豪森的故居纪念碑